# Leptosophista
Leptosophista és un gènere d'arnes de la família Crambidae. Conté només una espècie, Leptosophista aleatrix, que es troba a Java.